# Irredentismo jugoslavo

Bandiera panslava divenuta poi bandiera jugoslava

Con il termine irredentismo jugoslavo si intende un insieme di ideologie politiche che sostenevano un'unione integrale di tutti i popoli slavi meridionali sotto la guida della Jugoslavia, con eventuale incorporazione di territori abitati anche da minoranze slave o che in passato avevano ospitato determinate componenti slave, come la Carinzia, il Friuli-Venezia Giulia o la Macedonia greca. Questo insieme di ideologie nasce in seno al Regno di Jugoslavia a partire dal ventesimo secolo, con diverse proposte di unione fra Bulgaria e Jugoslavia e con la fallita occupazione della Carinzia da parte di truppe jugoslave e successivo Plebiscito 1920, per poi evolversi in epoca titina, quando, alla fine della Seconda guerra mondiale, Tito cercherà di inglobare all'interno della Repubblica Socialista di Jugoslavia anche territori adiacenti appartenenti alla Grecia, all'Italia ed all'Austria.

## Pretesti storici
L'irredentismo jugoslavo nasce in seno alla creazione del Regno dei Serbi, Croati e Sloveni (poi regno di Jugoslavia), riconosciuto come stato sovrano a partire dal 1919. Questo insieme di ideologie trovava sostenitori sia fra i monarchici, che auspicavano il raggiungimento di una Grande Jugoslavia sotto una monarchia costituzionale, che fra i repubblicani, sia liberali che socialisti. Gli stessi confini di questo regno furono dibattuti ancora prima dell'effettiva creazione della monarchia jugoslava nel 1919: il politico serbo Svetozar Pribićević dichiarò infatti che i confini della Jugoslavia avrebbero dovuto estendersi "dall'Isonzo fino a Salonicco ", nonostante poi, con la Conferenza di pace di Parigi del '19, il Regno dei Serbi, Croati e Sloveni ottenesse solo parte dell'Istria e della Dalmazia, nessun possedimento in Friuli e nessun possedimento in Grecia.
Nel 1919, il Regno tentò l'annessione alla Carinzia occupando e organizzando un plebiscito a Klagenfurt, senza alcun successo.
Fra le due guerre, si inasprì il dibattito riguardante l'annessione bulgara, nazione che fra l'altro aveva dimostrato interesse ad entrar a far parte di un eventuale Grande Jugoslavia. Le problematiche erano varie: da una parte, la difficile e variegata composizione etnica del territorio del regno, dall'altra, la forma di stato di un'eventuale unione di tutti i popoli slavi del Sud. Se da una parte i repubblicani auspicavano la creazione di una repubblica federale, guidata da un presidente votato dal popolo, in modo da evitare scontenti etnici che invece avrebbero potuto scaturire in un'eventuale monarchia governata da una famiglia reale di etnia e religione serba, dall'altra i monarchici proponevano un'annessione bulgara al Regno di Jugoslavia, anche allo scopo di preservare il potere dello zar bulgaro, capo di stato dello Zarato di Bulgaria.

Il Regno di Jugoslavia nel 1930

Tuttavia, nonostante l'interesse reciproco delle due nazioni ad unirsi sotto un'unica bandiera, l'instabile clima politico sia del Regno dei Serbi, Croati e Sloveni che dello Zarato di Bulgaria impedì di iniziare dei trattati veri e propri di unificazione. Negli anni venti infatti il Regno dei Serbi, Croati e Sloveni, una monarchia fino ad allora costituzionale, entrò in una crisi politica ed istituzionale dovuta alle differenze etniche fra le varie popolazioni che abitavano il Regno: i nazionalismi divampavano ed era difficile creare una maggioranza in parlamento, in quanto i partiti dell'epoca non si facevano portavoce tanto di ideologie precise quanto degli interessi di etnie diverse. Nel 1929, il Re Alessandro II rettificò e sospese la costituzione da lui approvata, sciolse le camere ed instaurò una dittatura personale, iniziando una serie di politiche di omogeneizzazione etnica volte a soffocare i nazionalismi balcanici. Cambiò il nome della monarchia in Regno di Jugoslavia, diventando Alessandro I di Jugoslavia, ed iniziando una propaganda secondo cui gli sloveni, i serbi ed i croati non erano etnie diverse ma semplicemente varianti di un grande gruppo etnico jugoslavo. Questo alimentò particolarmente l'irredentismo jugoslavo: se ora tutti gli slavi del Sud sono una grande unica etnia, allora è compito dello stato jugoslavo annettere tutti i territori dei Balcani ed aree limitrofe dove abitavano popolazioni slave.
Intanto, in Bulgaria cresceva il malcontento popolare nei confronti dello Zarato. Per via della mala gestione politica del paese, si inasprirono i nazionalismi e gli estremismi: proprio da essi nacque nel 1930 il circolo politico di estrema destra Zveno, che riuscì a prendere il potere nel 1934 attraverso un colpo di Stato. Ottenuti pieni poteri, Zveno espresse il desiderio della creazione di una Jugoslavia che includesse la Bulgaria e l'Albania e propose al Regno di Jugoslavia di iniziare dei trattati, mai portati a termine poiché nel 1935 lo Zar Bulgaro, non estromesso dalla sua carica di capo di stato, riuscì ad organizzare un contro golpe ed instaurare una dittatura personale. Interruppe ogni trattativa con la Jugoslavia ed anzi, cominciò una serie di politiche volte ad un'eventuale annessione della Macedonia nello Zarato di Bulgaria.
La situazione Jugoslava rimase instabile fino allo scoppio della seconda guerra mondiale, quando, dopo una seria di accordi e colpi di stato, venne invasa dalla Germania. A partire dal 1943 cominciò una lunga e lenta liberazione terminata nel '45 sotto la guida del Comandante Tito, che proclamò poi la creazione della Repubblica Socialista Federale di Jugoslavia, che aveva gli stessi confini del precedente Regno di Jugoslavia, oltre che alcuni territori in Istria e Dalmazia passati alla Jugoslavia col Memorandum di Londra.
Tito avanzò tuttavia, nel corso dei vari trattati di pace, delle pretese su alcuni territori limitrofi al precedente Regno di Jugoslavia.

## Le pretese di Tito
Tito trasformò ed unificò il variegato insieme di ideologie irredentiste jugoslave, avanzando pretese su determinati territori durante i trattati di pace seguenti la seconda guerra mondiale e trasformando di fatto l'irredentismo jugoslavo in un'ideologia unica dallo scopo ben preciso.

### Pretese sul Friuli Venezia Giulia

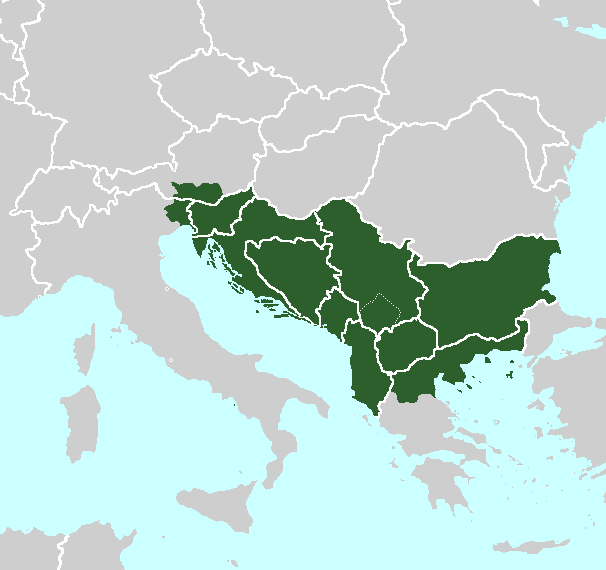
Mappa della Grande (o Integrale) Jugoslavia proposta da Josip Broz Tito

Tito avanzò innanzitutto pretese territoriali su Trieste, città considerata da lui slava e liberata dai suoi partigiani ed immediatamente proclamata repubblica federata autonoma parte della Jugoslavia. Dopo la seconda guerra, a Trieste vivevano circa 60 000 sloveni, molti di essi italianizzati in periodo fascista. La maggioranza era dunque italiana, nonostante la forte componente slava, di conseguenza l'annessione di Trieste alla Repubblica non soddisfaceva gli anglo-americani e il generale Harold Alexander, su indicazione di Winston Churchill, riuscì, dopo la firma dell'accordo di Belgrado del 9 giugno 1945 che stabiliva la linea Morgan, la nuova linea di demarcazione lungo il corso dell'Isonzo e fino a est/sud-est di Muggia, a ottenere il 12 giugno il ritiro dell'Esercito Popolare di Liberazione della Jugoslavia e il passaggio di Trieste e Gorizia, nonché (20 giugno) di Pola, a un "Governo militare alleato", che assunse il controllo anche di Rovigno e di Parenzo. Trieste e territori limitrofi vennero poi divisi in due zone e la città passò all'Italia nel '54, mentre l'Istria passo alla Jugoslavia, nonostante le rivendicazioni territoriali jugoslave sulla città di Trieste vennero perpetrate fino al '75, quando i confini vennero confermati coi Trattati di Osimo.
In realtà, Tito aveva inizialmente intenzione di inglobare anche l'ex provincia di Udine, avanzando pretese sul pretesto etnico di una minoranza slava lungo il confine orientale. La Val Canale, la Val Torre e la Val Resia, oltre che le Valli del Natisone, Gorizia ed il Collio erano e sono tuttora zone slavofone dove abitano popoli di etnia slava, seppur parzialmente italianizzati. Tuttavia la difficile situazione politica-militare del Friuli impedì di fatto ai titini di penetrare in quelle zone, controllate da partigiani friulani.

### Pretese sulla Carinzia
Tito cercò anche di annettere la regione austriaca della Carinzia, con pretesti simili a quelli friulani. In realtà, già nel 1919 la città di Klagenfurt venne occupata da delle truppe monarchiche serbo-croate e slovene che proposero un plebiscito cittadino per l'annessione al Regno Jugoslavo, senza successo. Nel 1945, si verificò una situazione analoga: i titini proposero agli austriaci di essere annessi alla Jugoslavia ma i tedeschi si rifiutarono e le truppe titine abbandonarono la città. Nonostante questo, Tito si espresse sulla vicenda: "Abbiamo liberato la Carinzia, ma le condizioni internazionali erano tali che abbiamo dovuto lasciarla temporaneamente. La Carinzia è nostra e lotteremo per essa"

### Pretese in Grecia ed Albania
Tito avanzò pretese su Tracia ed Albania ma senza una vera e propria situazione etnica a favore, quanto la posizione strategica di questi territori.

## L'irredentismo oggi
Con la caduta della Jugoslavia e le guerre dei balcani, l'irredentismo jugoslavo si evolse principalmente nel nazionalismo serbo e le pretese della Serbia su territori di Kosovo, Repubblica Serba di Bosnia e zone della Croazia. Ad oggi, una vera e propria ideologia panslavista che ha come scopo l'unione di tutti i territori degli slavi meridionali non esiste più.